# Radioélectricité
Pour les articles homonymes, voir Radio.
La radioélectricité désigne les phénomènes qui régissent la formation et la propagation des ondes électromagnétiques de faible énergie. Elle est le fondement de toutes les techniques de communication ayant pour support les ondes électromagnétiques.

## Historique de la découverte

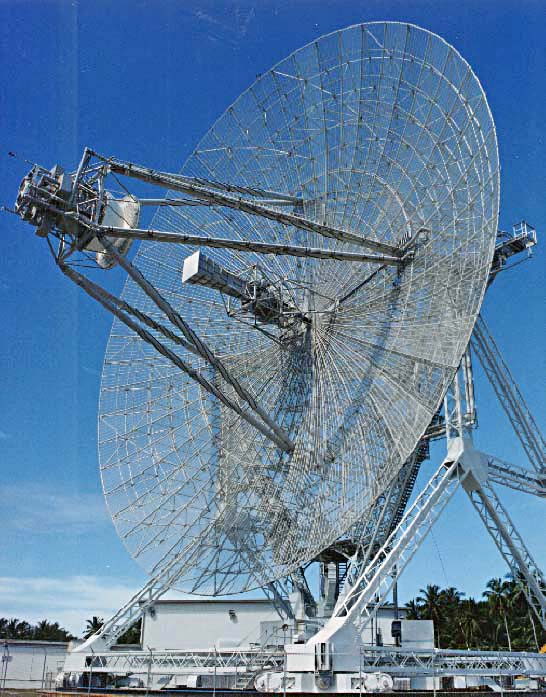
Antenne de radar.

Les transmissions radio sont une invention collective de la fin du XIXe siècle.
D'abord sur le plan scientifique.
- En 1821, le chimiste danois Hans Christian Ørsted met en évidence un phénomène d'électromagnétisme en montrant un effet magnétique (déplacement de l'aiguille d'une boussole) induit par un courant électrique.
- Reprenant les travaux d'Ørsted, le physicien et chimiste britannique Michael Faraday pose en 1845 les lois de l'induction électromagnétique, qui donnent un modèle théorique de la propagation des ondes électromagnétiques et des effets magnétiques sur les corps physiques. Les causes ou effets électriques n'y sont pas encore pleinement associés, toutefois il formalise aussi le champ électrique par une méthode similaire mais ne parvient pas à démontrer la pleine dualité des deux phénomènes, qui obéissent à des lois de propagation semble-t-il très différentes. Il invente cependant le principe du moteur électrique.
- En 1865, les équations de Maxwell (physicien et mathématicien écossais) prouvent l'existence des ondes électromagnétiques via une démonstration mathématique théorique. Les effets électriques et magnétiques sur les corps physiques et les ondes qui les propagent à distance sont réunis dans un même modèle, en exprimant l'onde électromagnétique comme la combinaison indivise d'un champ électrique et d'un champ magnétique, aussi bien dans les corps physiques eux-mêmes (expériences et modèles d'Ørsted et de Faraday), qu'à longue distance. Ces équations ont une importance plus grande que prévu car elles s'étendent très au-delà de la radioélectricité au domaine des hautes énergies (en attendant les confirmations expérimentales pour la lumière visible et d'autres rayonnements).

Les confirmations expérimentales de ces découvertes ne tardent pas à en mesurer les effets au moins pour la radioélectricité.
- Le physicien et ingénieur russe Alexandre Popov utilise la première antenne et reçoit à distance les premiers signaux naturels (induits par la foudre).
- Le physicien et ingénieur allemand Heinrich Rudolf Hertz confirme l'hypothèse de Maxwell par une expérience en 1888.
- Le physicien et médecin français Édouard Branly invente de son côté le premier détecteur d'ondes électromagnétiques formé d'un tube isolant contenant de la limaille métallique et deux électrodes (plus connu sous le nom de cohéreur) en 1890. Il découvre et formalise l'effet photoélectrique (électricité induite par la lumière).

Les premières applications technologiques suivent, d'abord à titre de démonstration puis pour leur utilisation par les autorités civiles ou militaires (et plus tard à destination de produits commercialisés auprès du grand public) :
- En 1893, l'inventeur et ingénieur américain d'origine serbe Nikola Tesla fait un pas pour le progrès de la radiocommunication en décrivant en détail les principes de l’émission radio. À Saint-Louis, il fait la première expérience publique de communication radio, fait que l’on attribue généralement à Marconi en 1895.
- En novembre 1894, le physicien bengalais Jagadish Chandra Bose fait la démonstration publique de la transmission d'un signal radio à Calcutta, en activant à distance une sonnette et en faisant exploser une charge de poudre. C'est la naissance de la radio, si l'on considère qu'il s'agit de la première transmission de signaux télégraphiques sans fil.
- En 1896, l'inventeur et physicien italien Guglielmo Marconi synthétise les découvertes de ses aînés :
  - il réunit l'excitateur de Hertz, le cohéreur de Branly et l'antenne de Popov et émet des signaux, qu'il capte sur une distance de deux cent cinquante mètres dans le jardin de ses parents. La même année il réalise la première radiocommunication de plusieurs kilomètres dans les Alpes suisses, mais son expérience est mise en doute par ses aînés italiens. Marconi part alors en Angleterre y déposer son premier brevet de radiotéléphonie et il y réussit une émission radiotélégraphique à longue distance, cette fois-ci reconnue, qui intéresse la marine militaire ;
  - trois ans plus tard, en 1899, il réalise la première émission de radiocommunication (télégraphique) entre la France et l'Angleterre.
- En 1904, l'inventeur allemand Christian Hülsmeyer assimile les éléments de base formulés antérieurement et conçoit un radar primitif, le « Telemobiloskop », dont il donne une démonstration en Allemagne et aux Pays-Bas. Son invention utilise un émetteur à éclateur pour produire une onde radio. Celle-ci est orientée par une antenne multipolaire. L’onde frappant un obstacle métallique, comme un navire, est en partie réfléchie vers la source où deux antennes dipolaires servent de récepteur qui sonnait une cloche lors de détection. Ce système peut repérer l’azimut approximatif des navires jusqu’à trois kilomètres, sans pouvoir déterminer leur distance. La même année, Hülsmeyer utilise son « Telemobiloskop » au sommet d’une tour et fait un sondage vertical pour trouver l’angle d’élévation du retour maximal, ce qui donne, par triangulation avec la courbure terrestre, la distance approximative du navire[1]. Le manque d’intérêt des autorités et des compagnies maritimes fait sombrer l’appareil dans l’oubli.
- Le soir de noël 1906, l'inventeur québécois Reginald Aubrey Fessenden réalise la première émission radiophonique, transportant non pas seulement des signaux télégraphiques, mais la voix humaine, uniquement par les ondes radio et sur plusieurs centaines de kilomètres (comme on le faisait déjà par téléphone mais sur un support électrique).